# かぐや姫の物語
『かぐや姫の物語』（かぐやひめのものがたり）は、2013年11月23日に公開されたスタジオジブリ制作の日本のアニメーション映画。『竹取物語』を原作とする。監督は高畑勲。
高畑による監督作品は1999年の『ホーホケキョ となりの山田くん』以来、14年ぶりとなる。高畑は本作公開から4年半後の2018年4月5日に死去し、本作が遺作となった。Rotten Tomatoesの支持率100%の映画のうちの1つである。

## 概要
日本のアニメ映画としては破格の、企画開始から8年の歳月と50億円を超える製作費が投じられた。技法面では、『ホーホケキョ となりの山田くん』で導入された、アニメーターの描いた線を生かした手書き風のスタイルが本作でも使用された。加えて、背景も動画に近いタッチで描かれ、両者が一体となり「一枚絵が動く」ような画面をもたらしている。

## あらすじ

### プロローグ
昔、山里に竹を取って暮らす翁と媼がいた。早春のある日、翁は光り輝くタケノコの中から「手のひらに収まる大きさの姫」を見つけ、自宅へ持ち帰る。姫はその日のうちに「人間サイズの赤子」の姿へと変わり、翁と媼によって「天からの授かりもの」として育てられる。
赤子の姿になった直後から生育が速く、半年余りで少女へと成長した。姫は、少年・捨丸をはじめとする近くに住む木地師の子どもたちから「タケノコ」と呼ばれ、自然の中で彼らと遊びながら天真爛漫に育つ。
一方、光る竹から黄金（金の粒）や豪奢な衣を授かる体験を繰り返した翁は「天が姫を立派に育てよと命じている」と考え、「高貴の姫君に育てて貴公子に見初められることが姫の幸せである」と都に屋敷を建てて、秋に一家で移り住む。

### 序盤
姫は、翁が宮中から招いた女官の相模から「高貴の姫君」としての躾けを受けさせられる。ふざける姫だが、作法は身につけていた。やがて「なよたけのかぐや姫」の名を与えられ、成人儀礼（裳着）と披露目の宴が行われる。だが、酔った宴の客は翁に対し姫を侮辱する暴言を口にした。
それを聞いた姫は屋敷を飛び出し、装束も脱ぎ捨てながら走り続け、肌着一枚の姿で故郷の山の家にたどり着く。木地師の去った冬の枯れ山で、姫は炭焼きの男から再び春が到来することを教えられる。雪の中で行き倒れた姫は、気が付くと元の装束をまとって屋敷に戻っていた。以来、姫は行儀よく振る舞った。

### 中盤
次の春、屋敷の前は姫を望む多くの男であふれた。ついには5人の公達（車持皇子・石作皇子・阿部右大臣・大伴大納言・石上中納言）が揃って求婚に訪れる。姫を珍しい宝物に例えて称える公達に対し、姫は自分を思う気持ちの証として、自分と比較された宝物をそれぞれの公達に持参するよう求めた。公達は唖然として引き上げ、門前の男たちも姿を消した。
これを喜んだ姫は、媼や侍女の女童を伴って花見に出かける。桜の木の下で自分にぶつかった身分の低そうな子どもの家族が、平伏して許しを請い立ち去ったことに衝撃を受け、花見もせずに帰路につく。その途上、物盗りの疑いで追われる捨丸と偶然顔を合わせ、盗みに対する制裁の暴力を受けるのを見て、姫は悲しんだ。

### 終盤
3年後、宝物を持参したと称する公達が現れたが、贋物であったり、姫の関心を引くために巧言を弄したことが暴かれる。宝物を得るために石上中納言が事故死したことで、姫は自らを責め悲嘆した。
だが、御門はかぐや姫に「5人の公達を手玉に取る女」と興味を示し、宮中に招こうとする。命に代えても出仕しないという姫に、御門は忍びで屋敷を訪れ、姫を抱きすくめて連れて行こうとする。その瞬間、姫の姿はかき消える。おどろいた御門が叫ぶ呼びかけで、姫は姿を現し、御門は「次は自分の元に来ると信じている」と御所へと引き上げた。
この出来事以来、姫は月夜には一人で空を見上げるようになった。翁と媼が理由を問うと、姫は「自分が月から地上におろされた者」だと明かし、御門の来訪の折に月の助けを呼んだために帰ることになったと話す。しかし自分は月には帰りたくないと泣き伏した。
媼は内密に、姫を故郷の山に向かわせる。そこで姫はちょうど山に戻ってきた捨丸と再会した。二人は不思議な力で空中を舞い、手をつなぎ、抱きしめあった。だが空に月が現れたとき二人は離ればなれとなり、その逢瀬は捨丸には夢として認識される。捨丸は自らの妻子らのいる木地師たちのもとに戻っていった。

### ラスト
8月15日の満月の夜、武士たちが警備する翁の屋敷に、姫を迎える天人たちの一行が雲に乗って訪れる。天人は守りを固めていた者たちを未知の力で眠らせた。さらに、姫の正気を失わせ、その体を雲の上に招き寄せる。正気を取り戻した姫は天人に羽衣をまとうことに今少しの猶予を請う。天人（月の王）はそれを黙認し、姫は翁と媼に泣きながら別れを告げた。
天人の女官が、姫のすきを見て羽衣を着せかけ、姫は一行とともに去っていく。去りながら、突然気づいたように、地球を振り向いた姫は、地球での生活の記憶を失ったはずであるにもかかわらず、目に涙を浮かべていた。

## 登場人物
※かぐや姫を除き、作中の登場順。読み仮名は公式サイトに基づく。
かぐや姫（かぐやひめ）
声 - 朝倉あき / 内田未来（幼少期）
本作の主人公。
光るタケノコの中から現れたときには、手に乗るほどの大きさの幼い姫の姿であったが、まもなく（その日のうちに）普通の赤子に変じた。翁と媼からは一貫して「姫」と呼ばれる。約半年あまりで少女に成長した。その成長ぶりに木地師の子どもたちからは「タケノコ」と呼ばれるようになり、都に行く前には自らも称する場面がある。
裳着の際には成人貴族の化粧（お歯黒・引眉）を拒んだが、披露目の宴から脱走した事件の後はそれを受け入れた。しかし、公達を退散させたあとにお歯黒をぬぐい去り、眉も元に戻している。都暮らしには十分馴染まず、慰みとして屋敷の裏庭で草花を育て故郷を模した箱庭を作ったりしたが、石上中納言の訃報を聞いたときに「偽物（の野山）」だと破壊した。
御門からの出仕の命には翁に対して、拒否が御門の命に背くなら自分を殺してほしい、（御門が授けるとした）官位が翁の幸せになるなら、御門のところへ行って官位が与えられるのを見届けてから自害すると答えている。
基本的に奥ゆかしく過ごす深窓の令嬢的な原作の姫とは違って姫君であることの窮屈さを嫌うようなお転婆な面がたびたび描かれており、また原作の最後にある帝に対して想いを寄せて和歌と不死の薬を残す場面などもない。
翁（おきな）
声 - 地井武男・三宅裕司（特別出演）
かぐや姫の育ての父。名前は本作では「讃岐造（さぬきのみやつこ）」とされている。
竹から黄金や衣を授かって以来、姫を「高貴の姫君」に育てることが姫の幸せと信じて疑わないキャラクターとして描かれる。
都の貴族からは成り上がり者と見られており、かぐや姫の名付けの祝宴に訪れた貴族から「名付けのためにいくら金を出したか」と絡まれたり、石作皇子がかぐや姫を「成金の娘」と表現する場面がある。
地井が死去したため、代役として声質が似ている三宅が一部のアテレコを行うことになった。
媼（おうな）
声 - 宮本信子
かぐや姫の育ての母。
姫が赤子の姿になったあと突然母乳が出るようになり、姫に授乳している。都に移り住んでからも、「落ち着く」という理由で機織りや野菜作り、炊事といった下働きにいそしみ、姫が草花を育てた裏庭も元は媼が野菜を育てていた場所である。姫の理解者として振る舞い、悲しんだり落胆した姫の肩に手をかける描写が複数ある。御門からかぐや姫を出仕させる命を受けて欣喜する翁には、姫の気持ちがまだわからないのかとたしなめた。
原作においては出番がほとんどなく、描写の大半は本作のオリジナルである。
捨丸（すてまる）
声 - 高良健吾
本作のオリジナルキャラクター。
木地師の子どもたちのリーダー格で、登場時の年齢は絵コンテでは「13歳」と記されている。他の子どもたちや姫からは「捨丸兄ちゃん」と呼ばれる。
山を去ったあと、都で何人かの仲間と物盗りのようなことをしていた（のちに姫と再会した折には、「よんどころなきゃ泥棒まがいのこともやって」と述べている）。姫が月に帰る直前、山を訪れたときには大人に成長し、妻子もいた（姫は妻子を見ていない）。
女童（めのわらわ）
声 - 田畑智子
かぐや姫の身の回りの世話をする侍女見習いの少女。本作のオリジナルキャラクター。
外出できない姫のために桜の枝を折ってきたり、姫と屋敷の庭で羽根突きをしたりする場面がある。
姫が月に帰る夜は、姫がこもる塗籠の前で薙刀を持って守りについていたが、天人たちが来る前に外に出、子どもたちを率いて童歌を歌った。この歌が、雲の上に引き上げられた姫を我に返らせている。
相模（さがみ）
声 - 高畑淳子
翁が姫の教育係として宮中から招いた女官で本作のオリジナルキャラクター。
立ち居振る舞いや琴、手習いなどを教える。ふざける姫に手を焼きながらも、やれば見事なできばえであることは認めざるを得なかった。貴族のしきたりや常識に疑いを持っておらず、5人の公達からの姫への求婚を見たときには、姫はなんと幸せなのかと感想を漏らしている。「会ったこともない人とは添えない」と公達との面会を拒む姫に、翁が落胆するだろうと述べて翻意させた。しかし、姫が難題を出して縁談を断ったことに驚き、「もう何も教えることはない」と屋敷を辞去した。姫が月に帰っていくときには、斎部秋田と月見の宴をしていた。
斎部 秋田（いんべの あきた）
声 - 立川志の輔
宮中の祭祀を担当する斎部氏の一人。翁が姫の名付けを頼んだ相手。初老の人物として描かれている。
翁の屋敷を訪れた際に地面で猫と戯れる姫を見て「なかなか愛らしい姫君」と評し、その後の対面の場で姫に「なよたけのかぐや姫」と命名した。宮中の花見の宴の際に石作皇子にかぐや姫について問われ、それに答えたことが他の公達にかぐや姫への関心をかき立てるきっかけとなる（その際、かぐや姫が翁の実の娘ではなく、「竹から生まれた」と述べている）。
炭焼きの老人（すみやきのろうじん）
声 - 仲代達矢（特別出演）
姫が故郷の山に戻ったときに出会った男。
木地師は木の枯渇を防ぐために移動して10年は戻ってこないと教え、芽を出した木の枝を見せて春がまた巡ってくることを姫に告げる。
車持皇子（くらもちのみこ）
声 - 橋爪功
5人の公達の一人。「蓬莱の玉の枝」を求められ、本作では最初に宝物を持参する公達として描かれている。
姫から宝物を手に入れた経緯を問われて、身振りを含めた迫真の語りを演じるが、宝物は職人に作らせた贋物で、その場に職人が代金の支払いを求めて訪れたことで露見し、遁走した。このエピソードはほぼ原作通りである。
石作皇子（いしつくりのみこ）
声 - 上川隆也
5人の公達の一人。美男子として描かれている。
原作とは持参する宝物やエピソード、順番が変えられており、「仏の御石の鉢」を求められたのに対して、レンゲソウの花を持参する。
「姫の求めているものは宝ではなく真心と気づいた」「都を捨てて自然とともに生きることが望み」と述べて姫の心を動かすが、実は気に入った女性を甘言で誘っては捨てている人物であることが、正妻である北の方に暴かれてしまう。最初の登場時には口元にひげを生やしているが、再訪時にはひげのない顔になっていた。また、再訪時に屋敷の縁側に腰掛けて話す場面がある。これは『源氏物語絵巻』「東屋」で薫の君が取ったポーズをモチーフとしている。
阿部右大臣（あべのうだいじん）
声 - 伊集院光
5人の公達の一人。肥満体の人物で、常に化粧（白粉・口紅）をしている。
火にくべても燃えずにより輝く「火鼠の皮衣」を求められる。多くの財をつぎ込んで手に入れたものの、姫からの求めで火にかけ、贋物であることが露見し、逆上しながらも自ら本音を曝け出しかぐや姫を激しく非難した。宝物とそれにまつわるエピソードはほぼ原作通りである。
大伴大納言（おおとものだいなごん）
声 - 宇崎竜童
5人の公達の一人。武人系の貴族として描かれており、翁の屋敷にも牛車ではなく騎馬で赴いている。
「龍の首の珠」を求められ、実際に筑紫の海まで取りに出かけたが、手に入れることはできぬまま、嵐と荒波に龍を見て翻弄されるまま脅える醜態を見せる。
原作にある逃げ帰ってからの後日談（顔を病気で腫らし、目がスモモのようになる）は、船中での出来事として描かれ、それ以外の宝物のエピソードはほぼ原作通りである。かぐや姫が月に帰る際には、御門を囲んで月見をする公達の中にいた。
石上中納言（いそのかみのちゅうなごん）
声 - 古城環
5人の公達の一人。年若い貴族として描かれており、翁の屋敷には騎馬で訪れた。
「燕の子安貝」を求められ、実際にツバメの巣に近づいて取ろうとしたが落下、腰を強打したことが原因で亡くなる。この経緯はほぼ原作通り（落下していたとき手にしていたのがツバメの糞から、卵から孵化したばかりの雛に変えられている）だが、事故から亡くなるまでの間にかぐや姫と歌のやりとりがあったというエピソードは本作にはない。
北の方（きたのかた）
声 - 朝丘雪路（友情出演）
石作皇子の正妻で、本作のオリジナルキャラクター。美しいとはいえない器量の持ち主。
石作皇子がレンゲソウの花を持って翁の屋敷を訪れた際に後を追い、御簾の裏側で皇子の話を聞いていたかぐや姫と入れ替わった。皇子が御簾を払いのけてかぐや姫に突進したとき、そこには憤怒の表情の彼女が座っていた。北の方は皇子の行状を暴き立て、皇子は平伏するばかりだった。
御門（みかど）
声 - 中村七之助
下顎の尖った容貌をしている。漢詩の屏風を飾り、椅子に座るなど「中国かぶれの人物」として描かれている。
5人の公達の求婚を拒んだかぐや姫は自分の元に来たがっていると考え、姫の出仕と翁への官位の授与を命じる。姫が出仕を断ったため、自ら忍びで翁の屋敷を訪れ、姫を連れ去ろうとした。
原作ではこのあと約3年にわたってかぐや姫と文のやりとりをするがその下りは本作にはなく、月からの迎えが来るときに警護の兵を翁の屋敷に遣わせたり、かぐや姫が形見に残した「不老不死の薬」を燃やさせたりしたエピソードも用いられていない。姫が月に帰るときには4人の公達（死亡した石上中納言以外）と月見をしていた。
月の王
かぐや姫を迎えに訪れる天人の王。
「月の王」という名前は絵コンテによる（言葉を発しないので台詞も存在しない）。阿弥陀如来に酷似した姿をしている。
女官
声 - 朝倉あき
かぐや姫を迎えに訪れた天人の一人。名前は絵コンテによる。
地上の記憶を失う天の羽衣を姫に着せる役目。翁・媼との別離を悲しむ姫に、月に戻れば心乱れず地上の穢れもぬぐい去れると、早くすませることを促す。絵コンテには「こういう愁嘆場は好きではない」と記されている。

## 製作

### 企画の原点
かつて高畑勲が入社した直後（1959年）の東映動画（現・東映アニメーション）において、内田吐夢監督による『竹取物語』のアニメーション映画の企画が持ち上がった。この企画は様々な事情により実現しなかったが、この際、高畑が創案したものの没となったプロットが本作の大元になっている。
『ホーホケキョ となりの山田くん』に続く高畑勲の監督作品企画として、2000年代前半には『平家物語』が有力な候補であった。しかし、高畑から不可欠なスタッフと指名された田辺修が暴力的なシーンの描写に同意しなかったことなどが理由となり、断念される。

### 企画の始まり
2005年頃に鈴木敏夫は、高畑がかつて『竹取物語』はいつか映像化すべきと述べていたことを思い出し、企画として提案する。専任担当者も配置されてスタートしたが、企画を進めるのに必要な絵を「イメージが湧かない」という理由で、田辺が全く描けなかったことで2005年末には企画は中断する。
最初の専任担当者は岸本卓で、岸本によると鈴木敏夫にインタビューをした際に本作の企画を紹介され、高畑の「話し相手にならないか」と誘われたという。この段階では高畑は監督を引き受けることを明言していなかった。岸本によると、鈴木も交えた高畑との最初の面談で、高畑は「良い企画だと言いました。でも自分で監督をするとは一言も言っていません」と話したという。

### 様々な企画を検討
『ゲド戦記』公開後の2006年に企画が再開し、西村義明が担当に加わる。鈴木敏夫は新たな企画として山本周五郎の『柳橋物語』を提示し、2007年に初めて田辺はキャラクターの絵を描いたが、高畑は絵を評価しながらもこの絵では映画（長編アニメーション）を作れず、自分はやるつもりはないと拒否。
高畑は、自ら赤坂憲雄の『子守り唄の誕生』をベースとした企画を提案した。この企画には1年以上が費やされ、その間に高畑は監督を引き受けることを了承したものの、映画化は困難という結論になる。

### 再び『竹取物語』へ
2008年春、再度『竹取物語』に企画が戻り、同年5月8日に正式に決定した。しかし、準備用の絵の作業が進まず最初の担当者が降板した。残った西村は脚本を先に作ることにする。西村の知人の脚本家により2009年2月に初稿が完成するが高畑の意向と合わず、次いで高畑自身が執筆に当たったものの進捗が遅かったため、坂口理子を加えて検討が進められ、10月に準備稿が完成した。この準備稿により、スタジオジブリでの制作が正式に決まる。これに前後して、9月29日に「準備室」がジブリ本体が入る第1スタジオの一角に開設され、12月より田辺修による絵コンテ作業が開始された。
この間、2009年10月に高畑の新作映画が『竹取物語』を原作にしたものであることが報じられ、2010年1月には『週刊文春』の記事で高畑自身が『竹取物語』を原作に『鳥獣戯画』のようなタッチで描いた作品であると述べた。『週刊文春』で高畑は「ストーリーは変えずに印象が全く違う作品にしたいと思っています。なかなか進まなくてだいぶ先になっちゃうかもしれませんが」と語っている。

### かぐスタ開設
2010年4月に坂口による修正が入った準備稿が作られ、関係者の間で高い評価を得る。6月に東小金井駅南側に専用スタジオ（通称：かぐスタ）が開設され、同月には美術監督として男鹿和雄の参加が決まる。だがその後も、田辺と高畑による絵コンテの進行は依然として遅かった。停滞打破に向けてパイロットフィルム制作が鈴木敏夫から社命として下り、2011年に完成したが、長編映画になりうるかという点での社内の評価は厳しかった。
次の手段として、キャラクターのイメージを得ることも目的に、台詞のプレスコを実施することとなる。最初のプレスコは2011年8 - 9月に実施された。また、絵コンテ作業の進捗改善のため、田辺以外の人物によってベースとなるラフコンテの作成がおこなわれた。2011年秋、スタジオジブリ社内で、本作と宮崎駿監督作品『風立ちぬ』の同時公開が決定される。西村義明は、この決定は高畑を奮起させてスケジュールの回復を促すために鈴木敏夫と仕組んだ「大博打」だったと記している。

### 第7スタジオ開設
2012年2月にはさらに広い「第7スタジオ」に制作拠点を移動。2012年12月13日に『風立ちぬ』と同日に劇場公開 と発表されたが、現場ではこの直前の11月に約1ヶ月作業がストップし、制作続行が問われる事態に陥る。スタッフ増員の上、続行と決定 するが、同時公開に対しては微妙な状況だった。2012年末の時点で完成した絵コンテは96分相当で、1/4にあたる約300カット分が未完成だった。結局、2013年2月4日、同年秋への公開延期が発表された。その後、8月になって公開日が同年11月23日となることが発表された。絵コンテの完成は2013年3月23日だった（その後微修正あり）。
鈴木敏夫は本作について、作品自体だけでなく、外注のみというスタッフ編成や資金集めまで含めて「実験をやりたかった」という意図があったと公開後に述べている。このため、西村義明からジブリスタッフによる支援要請が来ても鈴木は断り続けたという。また、製作遅延が深刻化した折には西村に「大事なのはどっちだ?作品か、高畑さんか」と問いかけ、西村が作品の公開だと返答すると、それなら高畑解任（も選択肢）だと話したことを明かしている。作品が完成した際に、鈴木は「高畑勲の傑作が完成した、同時にジブリで初めて自分以外のプロデューサー（西村義明）が生まれた」と語っている。
本作の製作決定の背景には、高畑監督作品とりわけ『ホーホケキョ となりの山田くん』を気に入った日本テレビ会長（当時）・氏家齊一郎の「高畑監督の新作を見たい」という意向があったという。氏家は作品の完成を見ることなく2011年3月に他界したが、その関わりゆえに宣伝素材や作品クレジットに「製作」として名が記されることになった。なお、絵コンテ集月報掲載の「『かぐや姫の物語』への道」には、氏家からこの発言があったのは『子守り唄の誕生』の企画を進めていた時期と記されている。

### 音楽
音楽は2012年の発表では池辺晋一郎の担当とされたが、2013年に入ってから久石譲に変更された。『風の谷のナウシカ』で久石を起用したのは高畑であり、その後も長年にわたり宮崎駿作品に参加している久石だったが、高畑監督作品に参加するのは初めてだった。久石の参加は、制作遅延に伴う公開予定日の変更により、『風立ちぬ』とバッティングしなくなったことで可能になったものである。起用の理由については、久石が2010年に手がけた映画『悪人』の音楽を、高畑が気に入っていたことが大きいという。久石は音楽の制作に際し、「登場人物の気持ちを表現しない」「状況に付けない」「観客の気持ちを煽らない」という3点を高畑に求められたという。久石はかねてから高畑作品への参加を望んでおり、映画公開後には「30年越しの夢が叶った気分」と述べている。

### キャスティング
本作でもジブリアニメ作品の多くにみられるように一般芸能人を多数起用しているが、その1人である地井武男にとっては本作が遺作となった。地井の担当した台詞の収録は、作画完成前に声を吹き込むプレスコ形式を採用していたために2011年には終了しており、体調を崩す前の演技が確認できる。ほとんどのシーンは地井が担当したが、彼の死後の完成間近に台詞の変更や息づかいの調整が行われた計6シーンの再収録にあたり、代役を三宅裕司が務めた。
主人公のかぐや姫役はオーディションとなり、約300人の候補者（最終的に約50人に絞り込まれた）の中から朝倉あきが選ばれた。決め手になったのは、朝倉の悲しみ方に「悔しさがこもっていたこと」であると西村義明は述べている。このオーディションには朝倉の他に瀧本美織が参加したが、その際瀧本は『風立ちぬ』の菜穂子役に推薦され、のちに正式に起用された。

## スタッフ
- 原案・監督 - 高畑勲
- 製作 - 氏家齊一郎
- 製作名代 - 大久保好男
- 企画 - 鈴木敏夫
- 原作 - 「竹取物語」
- 脚本 - 高畑勲、坂口理子
- 音楽 - 久石譲（サントラ／徳間ジャパンコミュニケーションズ）
- 演奏 - 東京交響楽団
- 人物造形・作画設計 - 田辺修
- 美術 - 男鹿和雄
- 作画監督 - 小西賢一
- 作画 - 橋本晋治、濱田高行、安藤雅司、山口明子、松本憲生（NC）
- 編集 - 小島俊彦
- 録音演出 - 浅梨なおこ
- 録音 - 大野映彦
- 整音 - 笠松広司
- 効果 - 大塚智子
- 塗・模様作画 - 斉藤昌哉
- 塗線作画検査 - 秋山訓子
- 特任シーン設計 - 百瀬義行
- CG - 中島智成
- 絵コンテ補佐 - 佐藤雅子、笹木信作、橋本晋治
- 動画検査 - 野上麻衣子
- 色指定 - 垣田由紀子
- 仕上検査 - 川又史恵、南城久美
- 撮影監督 - 中村圭介
- 特別協賛 - KDDI・アイフルホーム
- 特別協力 - ローソン・読売新聞
- 宣伝プロデューサー - 高橋亜希人・細川朋子
- 製作担当 - 奥田誠治・福山亮一・藤巻直哉
- 作画協力 - アニメトロトロ・アンサースタジオ・オープロダクション・オザワデザインワークス・九州アニメーション・コネクト・スタジオコクピット・スタジオコメット・たくらんけ・タツノコプロ・ディヴィッドプロダクション・動画工房・中村プロダクション・日本アニメーション・ぴえろ・プロジェクトチーム・サラ・ベガエンタテイメント・ボンズ・マジックバス・マッドハウス・遊歩堂・ライデンフィルム大阪スタジオ・和風アニメーション・A.P.P.P.・C2C・MAA MOPICS・Production I.G・STUDIO 4℃・Wish
- 仕上協力 - Wish・アニメーション・タイム・イーゲルネスト・アニタス神戸・スタジオギムレット
- 制作協力 - T2studio／高橋賢太郎
- 制作 - 星野康二 スタジオジブリ
- プロデューサー - 西村義明

## 主題歌
いのちの記憶
作詞・作曲・歌 - 二階堂和美（ヤマハミュージックコミュニケーションズ）

## 劇中歌
わらべ唄
作詞 - 高畑勲、坂口理子 / 作曲 - 高畑勲
天女の歌
作詞 - 高畑勲、坂口理子 / 作曲 - 高畑勲
サウンドトラックは徳間ジャパンコミュニケーションズ。

## 封切りと興収
全国456スクリーンで公開され、2013年11月23日、24日の初日2日間で興収2億8425万2550円 動員22万2822人になり映画観客動員ランキング（興行通信社調べ）で初登場第1位となった。公開9週目時点でランキング11位となり、累計観客動員184万9467人、累計興収22億1756万5750円。
鈴木敏夫は2014年5月に刊行した著書で、本作の興収を「25億（円）」と記している。鈴木はこの結果について「ちょっと厳しかった」「とてもおもしろがってくれた人たちがいた反面、一般的な広がりがそれほどでもなかった」と述べ、尺の長さに娯楽映画として問題があったと評する一方、公開から時間が経ってから観客が増加する「不思議な動き方」をしたことや高く評価する鑑賞者の存在を挙げ、高畑勲が「思いの丈をぶつけた映画」なので「ショックはありません」と結んでいる。

### 日本国外での公開
2014年3月、フランスで同年6月25日に公開されることが発表された。
2014年4月30日、韓国のテウォンメディアは、韓国での封切り日を6月4日と告知した。
2014年5月のカンヌ国際映画祭期間中に並行して開催される、フランス監督協会主催の「監督週間」に出品された。
2014年6月9日、アヌシー国際アニメーション映画祭のオープニングセレモニーで上映された。
北米では2014年3月12日、アメリカのGKids Filmが上映権を取得し、「今年の後半」にリリースすると発表した。英語版のタイトルは『The Tale of the Princess Kaguya』。7月に吹き替えキャストが発表され、かぐや姫役はクロエ・グレース・モレッツが担当する。9月に開催された第39回トロント国際映画祭に出品され北米プレミア上映が行われたのち、10月17日のニューヨーク、トロント、ロサンゼルスを皮切りに北米での公開がスタートした。

## テレビ放送
2015年3月13日に日本テレビ系列『金曜ロードSHOW!』（19:56 - 22:54）にてスタッフロールを含めた完全ノーカットでテレビ初放送された。
2018年5月18日には高畑勲の追悼企画として、同枠で3年ぶり2回目の放送がおこなわれた。放送時間は21:00 - 23:49（ノーカット放送）。番組の最後には高畑勲に哀悼と感謝を込めて「高畑勲さんありがとうございました」という画面の後次回予告になり番組は終了した。
テレビ放送の視聴率
| 回数 | 放送日               | 放送時間(JST） | 視聴率    |
| ---- | -------------------- | -------------- | --------- |
| 1    | 2015年03月13日（金） | 19:56 - 22:54  | 18.2%[79] |
| 2    | 2018年05月18日（金） | 21:00 - 23:49  | 10.2%[80] |

## 評価

### 日本での評価
第68回毎日映画コンクールアニメーション映画賞の選評では「日本の四季と豊かな自然の中で生き、時に荒々しく感情を爆発させ動き回る、かぐや姫を生身の人間として描いた物語であり、心に刺さるリアルな物語でもあった。ざっくりした描線で描かれたキャラクターと水彩で描かれた美術が美しく融合する。個人作家が用いる手描き線を生かす表現は、長編アニメーションでは困難を極めるが、高畑監督はこの表現にこだわり抜き、日本のアニメーション界の素晴らしい画家たちの力を結集し実現させた」と述べられている。
東京アニメアワード2014で高畑勲に特別賞「アニメドール」が贈られた際の贈賞理由には「日本の誰もがよく知る竹取物語に全く新しい生命を吹き込み、アニメーションというものの素晴らしさや力、さらには日本の文化や風土というものを広く強く人々に再認識させました」という本作についての評価が挙げられている。
第87回キネマ旬報ベスト・テンでの第4位という結果は、高畑勲の監督作品としては過去最高順位であった。

### 海外での評価
北米でのレビューは圧倒的に肯定的な評価が多い。映画批評家のレビューサイトRotten Tomatoesに集められた79のレビューの全てがフレッシュと肯定的な評価をしている。同サイトが2015年1月に発表した2014年の年間ランキングであるゴールデン・トマト賞の外国映画部門では3位となった。
同じく評論サイトのMetacriticでは90/100、映画情報サイトのインターネット・ムービー・データベース（IMDb）のユーザー評価では8.1/10と高い評価を得ている。ジ・オニオンのエンターテインメントサイトThe A.V. Clubでデビッド・エールリッヒは、「尊敬されるスタジオジブリの最高の成果の一つとして記憶されることになる」とし、本年度最高のアニメーション映画であると認める12段階で最高のA評価をした。
ニューヨーク・タイムズは繊細な水彩と活発なラインの両方が絶妙に描かれたアートワークだとして称賛した。ニューヨーク近代美術館（MOMA)は、過去1年間の「影響力を持ち、革新的な」映画作品を上映する"The Contenders 2014"の1本として2014年12月28日に本作を上映し、ウェブサイトでの紹介では「今年度のアニメ映画でもっとも非凡な業績（extraordinary achievement）」と評した。
2017年11月、アメリカの映画ウェブサイトIndieWireは「最も悲しい21世紀の映画20本」の一つに本作を選出した。選出理由として「天から色が降り注ぎ、途方もなく素晴らしいパレードで終わるのだが、その美しさのすべてが描かれている出来事をより一層悲しくさせる」("The film ends with an extraordinary celestial parade, an explosion of color descending from the heavens, but all of that beauty only makes things that much sadder.")と記されている。

### 受賞・ノミネート
映画賞へのノミネート・受賞歴は次のとおり。アカデミー長編アニメ映画賞への本選ノミネートは、日本の監督としては宮崎駿に次ぐ選出である。
また、監督の高畑勲は2014年の東京アニメアワード2014で特別賞「アニメドール」を受賞したが、前記の通りその授賞理由として本作への評価が挙げられている。
| 発表年 | 賞                                             | 部門                          | 対象     | 結果                     |
| ------ | ---------------------------------------------- | ----------------------------- | -------- | ------------------------ |
| 2013   | 第56回ブルーリボン賞                           | 作品賞                        |          | ノミネート               |
| 2013   | 第56回ブルーリボン賞                           | 監督賞                        | 高畑勲   | ノミネート               |
| 2013   | 第68回毎日映画コンクール                       | アニメーション映画賞          |          | 受賞                     |
| 2014   | 第87回キネマ旬報ベスト・テン                   | 日本映画ベスト・テン          |          | 第4位                    |
| 2014   | 第87回キネマ旬報ベスト・テン                   | 読者選出日本映画ベスト・テン  |          | 第4位                    |
| 2014   | 第37回日本アカデミー賞                         | アニメーション作品賞          |          | 優秀アニメーション作品賞 |
| 2014   | 第37回日本アカデミー賞                         | 音楽賞                        | 久石譲   | 優秀音楽賞               |
| 2014   | 第23回日本映画批評家大賞                       | アニメーション作品賞          |          | 受賞                     |
| 2014   | 第23回日本映画批評家大賞                       | アニメーション監督賞          | 高畑勲   | 受賞                     |
| 2014   | 第23回日本映画批評家大賞                       | アニメーション功労賞          | 小島俊彦 | 受賞                     |
| 2014   | 2013年度日本映画ペンクラブ選定ベスト5          |                               |          | 第4位                    |
| 2014   | 映画芸術2013年日本映画ベストテン＆ワーストテン | ベスト10                      |          | 第10位                   |
| 2014   | 日本映画テレビ技術協会2013年度映像技術賞       | アニメーション部門            | 中村圭介 | 受賞                     |
| 2015   | 東京アニメアワード2015                         | アニメーション オブ ザ イヤー |          | ノミネート               |
| 2015   | 東京アニメアワード2015                         | 監督賞                        | 高畑勲   | 受賞                     |
| 2015   | 東京アニメアワード2015                         | アニメーター賞                | 田辺修   | 受賞                     |
| 2015   | 東京アニメアワード2015                         | 美術監督賞                    | 男鹿和雄 | 受賞                     |

| 発表年 | 賞                                            | 部門                       | 対象   | 結果       |
| ------ | --------------------------------------------- | -------------------------- | ------ | ---------- |
| 2014   | ファンタスティック・フェスト                  | 観客賞                     |        | 受賞       |
| 2014   | 第36回ミルバレー映画祭                        | アニメーション映画観客賞   |        | 受賞       |
| 2014   | 第18回オスロ国際映画祭                        | 作品賞                     |        | ノミネート |
| 2014   | 第35回ボストン映画批評家協会賞                | アニメーション映画賞       |        | 受賞       |
| 2014   | 第40回ロサンゼルス映画批評家協会賞            | アニメーション映画賞       |        | 受賞       |
| 2014   | 第8回アジア太平洋映画賞                       | 最優秀アニメーション映画賞 |        | 受賞       |
| 2014   | 第18回オンライン映画批評家協会賞              | アニメ映画賞               |        | ノミネート |
| 2014   | 第18回オンライン映画批評家協会賞              | 非英語作品賞               |        | ノミネート |
| 2014   | 第27回シカゴ映画批評家協会賞                  | アニメーション映画賞       |        | ノミネート |
| 2014   | 第13回サンフランシスコ映画批評家協会賞        | アニメ映画賞               |        | ノミネート |
| 2014   | 第18回トロント映画批評家協会賞                | アニメーション映画賞       |        | 受賞       |
| 2015   | 第42回アニー賞                                | 作品賞                     |        | ノミネート |
| 2015   | 第42回アニー賞                                | 監督賞                     | 高畑勲 | ノミネート |
| 2015   | 第42回アニー賞                                | 音楽賞                     | 久石譲 | ノミネート |
| 2015   | 第12回国際シネフィル協会賞                    | アニメーション映画賞       |        | 受賞       |
| 2015   | 第12回国際シネフィル協会賞                    | 非英語映画賞               |        | ノミネート |
| 2015   | 第87回アカデミー賞                            | 長編アニメ映画賞           |        | ノミネート |
| 2015   | 第16回リスボン・アニメーション映画祭(MONSTRA) | 長編アニメ映画グランプリ   |        | 受賞       |

## 関連商品
出版
- 小説『かぐや姫の物語』（角川文庫、2013年10月25日、ISBN 978-4-04-101054-9）
  - 共同脚本を執筆した坂口理子によるノベライズ版で、2013年10月に刊行された。ほぼ映画のストーリー通りであるが、冒頭と末尾にオリジナルのシーンが含まれている。このうち冒頭（「序章」）の節は、本作の元になったコンセプト（原作で言う「昔の契り」に当たる、月世界での約束）を表現するシーンであるが、「『かぐや姫の本当の物語』を探り当てさえすれば、プロローグなどなくていい」という理由により映画では割愛されたと高畑勲は記している。

- 高畑勲「太陽の王子ホルスの大冒険」から「かぐや姫の物語」まで (キネマ旬報社、2013年11月18日、ISBN 978-4-87376-786-4)
- SWITCH Vol.31 No.12 ◆ スタジオジブリという物語 (スイッチ・パブリッシング、2013年11月20日、ISBN 978-4-88418-351-6)
- かぐや姫の物語 ビジュアルガイド（角川書店、2013年11月21日、ISBN 978-4-04-110568-9）
- ユリイカ 2013年12月号 特集＝高畑勲「かぐや姫の物語」の世界（青土社、2013年11月26日、ISBN 978-4-7917-0265-7)
- かぐや姫の物語（ジス・イズ・アニメーション）(徳間書店、2013年12月5日、ISBN 978-4-09-103822-7)
- 美術手帖 2014年1月号 還ってきた革新者・高畑勲 『かぐや姫の物語』の衝撃。(美術出版社、2013年12月17日、ISSN 0287-2218)
- かぐや姫の物語：スタジオジブリ絵コンテ全集20（徳間書店、2013年12月18日、ISBN 978-4-19-863711-8）
- ジ・アート・オブ かぐや姫の物語（徳間書店、2013年12月24日、ISBN 978-4-19-810016-2）
- かぐや姫の物語（徳間アニメ絵本）(徳間書店、2014年1月30日、ISBN 978-4-19-863712-5)
- かぐや姫の物語―フィルムコミック（上）(徳間書店、2014年1月30日、ISBN 978-4-19-770164-3)
- かぐや姫の物語―フィルムコミック（下）(徳間書店、2014年2月20日、ISBN 978-4-19-770165-0)
- かぐや姫の物語 (ロマンアルバム エクストラ)（徳間書店、2014年2月14日、ISBN 978-4-19-720381-9）
- ジブリの教科書19：かぐや姫の物語（文藝春秋<文春ジブリ文庫>、2018年8月、ISBN 978-4-16-812018-3）
- シネマ・コミック19：かぐや姫の物語（文藝春秋<文春ジブリ文庫>、2019年4月、ISBN 978-4-16-812118-0）

音楽
- いのちの記憶（ヤマハミュージックコミュニケーションズ、2013年7月24日）
- ジブリと私とかぐや姫（ヤマハミュージックコミュニケーションズ、2013年11月20日）
- かぐや姫の物語 サウンドトラック（徳間ジャパンコミュニケーションズ、2013年11月20日）
- かぐや姫の物語 わらべ唄集 〜女性三部合唱のための〜（徳間ジャパンコミュニケーションズ、2015年1月21日）
  - 劇中使用歌曲を久石譲が合唱曲に編曲したもの。このうち、劇伴音楽「なよたけのテーマ」を編曲した「なよたけのかぐや姫」には高畑勲が歌詞を付している。全音楽譜出版社から楽譜が発売されている。

映像ソフト
- 2014年12月3日にBlu-ray DiscとDVDがリリースされた。このリリースに際しては、高畑勲が不満を抱いていた「姫の犯した罪と罰」というキャッチコピーを変更するため、本作や高畑のファンという爆笑問題の太田光を特命コピーライターに指名し、新しいコピーを創出することが、2014年10月17日に太田と鈴木敏夫から発表された。後日、キャッチコピーは「あヽ無情」に決定し、太田が案出した他の候補作35種類とともに12月1日から都営地下鉄大江戸線六本木駅などにポスターとして掲出するプロモーションが実施された。太田は12月1日におこなわれた川上量生とのトークイベントで、自分が出した「無常」というキーワードーをベースに鈴木敏夫が最終的にコピーを決めたと述べている。アメリカ合衆国では2015年2月17日にリリースされた。
- 高畑勲、『かぐや姫の物語』をつくる。〜ジブリ第7スタジオ、933日の伝説〜（ウォルト・ディズニー・ジャパン、2014年12月3日）
  - 2011年5月5日から収録がおこなわれた製作の記録映像で、2013年12月にWOWOWで放映された。